# Indan
Indan – organiczny związek chemiczny zbudowany z pierścienia benzenowego skondensowanego z pierścieniem cyklopentanowym.
Otrzymywany jest z indenu. Jego alkilowe pochodne wykorzystywane są do produkcji smarów. Z indanu otrzymuje się indanole, stosowane w przemyśle farmaceutycznym i kosmetycznym:
- 2-Indanol – stosowany jest do produkcji leków przeciwnadciśnieniowych i N-(3-dietyloaminopropylo)-N-indan-2-yloaniliny (leku wieńcowego).
- 4-Indanol – jest przekształcany w 4-aminoindan, będący związkiem przejściowym w otrzymywaniu leków. 7-Chlorowa pochodna 4-indanolu jest antyseptykiem.
- 5-Indanol – jest środkiem przeciwłupieżowym stosowanym w szamponach. Jest też wykorzystywany do produkcji karindacyliny(inne języki), modyfikowanej penicyliny, będącej antybiotykiem ogólnego stosowania. Estry 5-indanolu i kwasów pikolinowych są lekami przeciwnadciśnieniowymi.